# Tiparra Reef
Tiparra Reef är ett rev i Australien.   Det ligger i delstaten South Australia, i den södra delen av landet, 1 100 km väster om huvudstaden Canberra. 